# Таушанович, Коста
Ко́ста Тауша́нович (серб. Коста Таушановић; 4 мая 1854, Алексинац — 26 января 1902, Риека, Транслейтания) — сербский политик; министр внутренних дел Сербии.
Видный деятель Народной радикальной партии, один из ближайших сподвижников (и конкурентов в борьбе за лидерство в партии) Николы Пашича. В 1889—1890 гг. занимал пост министра внутренних дел в первом правительстве, сформированном радикалами.
В 1899 году после покушения на сербского короля Милана I (по некоторым данным, инспирированного самим королём, а по другим — его сыном, королём Александром) в результате судебного процесса над лидерами Народной радикальной партии был приговорён к 9 годам тюрьмы.